# 新港文書
新港文書（蕃語文書），又稱「新港文」，由荷蘭人創造 ，當時為了與原住民溝通和傳教 ，是現在台南一帶平埔原住民所留傳下來的土地租借、買賣與借貸等方面的契約文書，民間俗稱番仔契。文書所使用的語言，既有僅使用羅馬字拼音書寫的單語（主要以新港語及大武壠語寫成，另有極少數馬卡道語）文書，也有漢語與羅馬拼音字對照的雙語文書。現存的「新港文書」約有140多件，是研究平埔族群文化以及台灣歷史的珍貴材料。
不過，由於時代久遠的緣故，使得平埔族群語文失傳，現在能勉強解讀「新港文書」的學者，也不過寥寥數人而已。

## 歷史背景

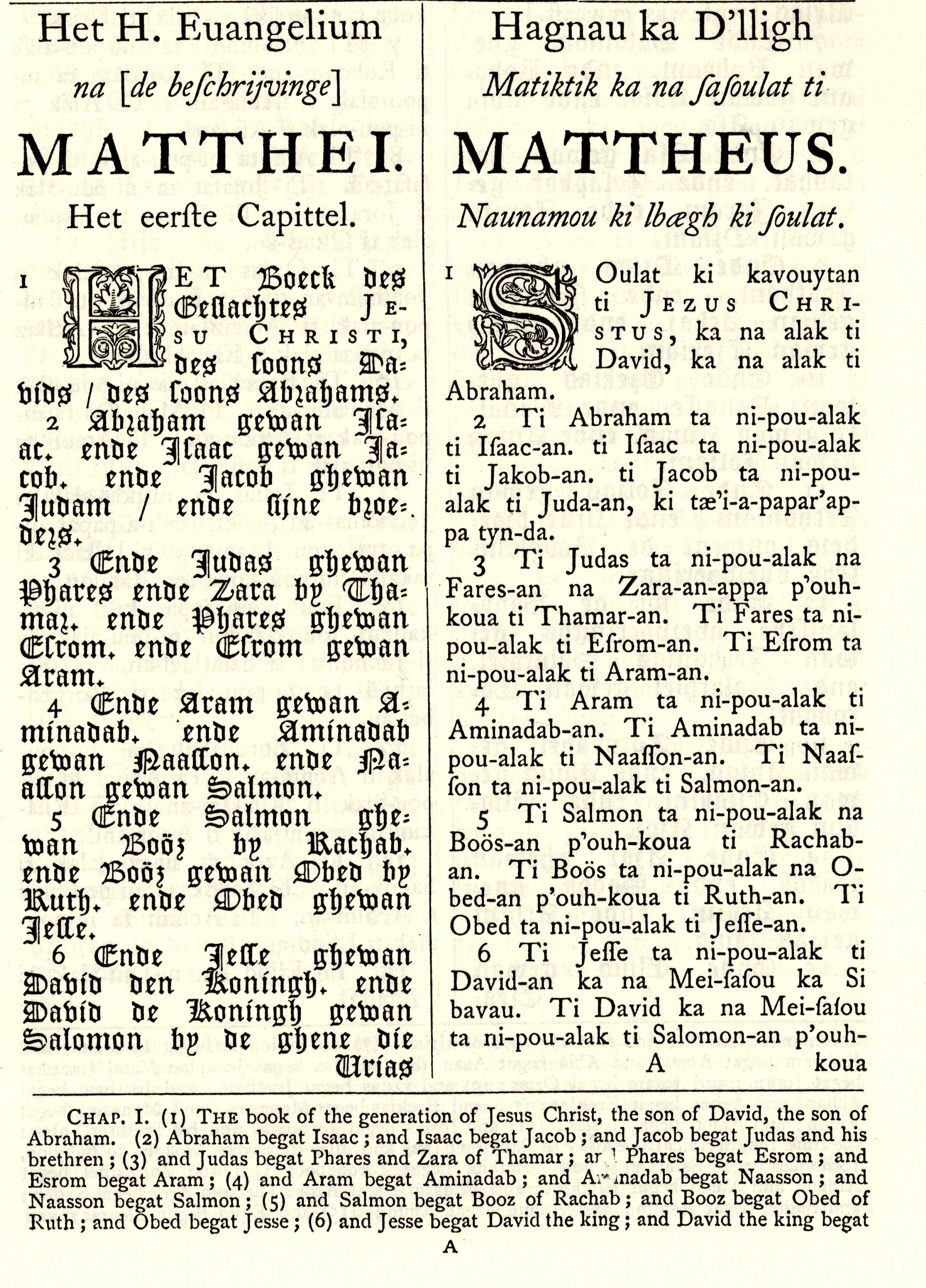
古荷蘭語(左)和新港語(右)並列的西拉雅語聖經之馬太福音，1650年左右

新港語，是今天台南一帶的西拉雅族原住民所使用的西拉雅語方言。在荷屬東印度公司統治台灣的期間(1624年-1662年)，荷蘭駐台宣教師為了傳教以及協助推行政務，不僅一方面自己努力學習當地語言，另一方面也利用羅馬字編纂原住民語的字典，並且以羅馬字教導當地族人書寫自己的語言。
1625年，統治台灣的荷蘭行政長官馬丁努斯 · 宋克要求荷蘭派遣2至3個能讀經、且可教化原住民的宣教師來台，使此地的原住民能改信基督信仰。然而，第一批派遣來的是無權行使洗禮的探訪傳道。一直到1627年6月，第一個正規的教區牧師干治士（Georgius Candidius）抵台後，才正式開始荷蘭人在台灣的傳教事業。首先開始的傳教地區 — 新港社，也在1630年集體表示接受基督教信仰。
1636年5月26日，荷蘭人在新港社開辦了第一所學校，這個學校不僅將宗教教育制度化，而且也導入西方的讀寫識字能力訓練。由於荷蘭的教派主張以方言或口語來傳教，因此以新港語做為學校的教學語言。除了用拉丁字母將口語書寫下來以外，同時也編輯了教義問答、祈禱文等做為教材。宣教師尤羅伯（Robertus Junius）於1643年的教育報告中記載，新港學校已有80名學生，其中有24名學生在學習書寫，大約有8到10個人能整齊的書寫，在鄰近的目加留灣學校中，全部的90個學生中也有8個能夠書寫。

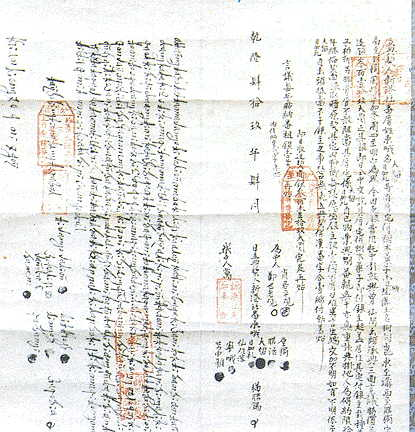
漢文與新港文並列的新港文書，1784年（乾隆四十九年）

這些派駐在台灣的宣教師除了傳教外，也編輯了各種的字典、教義書，如以大武壠語及新港語翻譯的「馬太福音」、虎尾壟語的「虎尾壟語詞典」等，成為後來學者研究原住民語言的依據。在這些留存下來的歷史文件中，最著名的就是原住民與漢人因土地關係而訂定的契約文書，俗稱為「番仔契」，也就是所謂的「新港文書」。
荷蘭人統治台灣的時間雖然只有短短38年，然而其對台灣本土文化的發展卻有相當程度的重大影響。以新港文書為例，目前我們所能看到年代最晚的新港文書，係完成於清朝人統治台灣的1784年，目前可考據一直至1813年（嘉慶十八年）還有此類雙語契約文書，那已經距離荷蘭人離開台灣的1662年超過150年了，但是卻仍然有人繼續使用荷蘭人所教導的羅馬字，來進行契約文書的書寫工作。

## 現存「新港文書」的由來
1928年，台北帝國大學（台灣大學的前身）在台北正式成立，屬於其「語言學研究室」的學者小川尚義不久後在台南新港社一帶採集古文書，並在1931年由村上直次郎將這些古文書編註出版，書名就叫做《新港文書》(Sinkan Manuscripts，見村上直次郎 1933)，這本書就是我們目前所稱之「新港文書」主要的指涉對象。
《新港文書》收錄了109件的「番仔契」，其中來自新港社（新港文書）的87件，包括21件的漢番對照，以及卓猴社的3件（卓猴文書）；麻豆社16件（麻豆文書）及大武壠社1件（大武壠文書）；下淡水社1件（下淡水文書）及茄藤社1件（茄藤文書）。至於這些契約的確實年份，最早的是1683年的一件麻豆文書，而年代最晚的是第21號新港文書，年代是1813年。近年來，台灣國內外學者又陸續收錄了新港社、卓猴社、麻豆社、大武壠社、灣裡社、下淡水社、茄藤社等60數件。

## 解讀
新港文書的解讀不僅對語言學的認識有幫助，對瞭解平埔族群歷史社會也有極大的貢獻。然而，雖然村上直次郎在1933年就將《新港文書》刊行於世，不過在該書出版後，對於文書的解讀卻少有人投入，一般均認為這些文書已無法解讀。然而，亦不斷有人願意嘗試。在日治時期，有村上、小川尚義等人進行解讀，但只能辨識極少數的字彙。戰後翁佳音陸續解讀了6件，之後中研院語言所院士李壬癸又重新解讀了170件。 
根據李壬癸比較各社書寫的新港文書及小川尚義所整理的詞彙比較表，各社採集的新港文書所使用語言如下： 

### 西拉雅語
- 新港社
- 卓猴社

### 大武壠語
- 麻豆社
- 大武壠社
- 灣裡社

### 馬卡道語
- 下淡水社
- 茄藤社

關於新港文書的辨識有以下幾個原則：首先可以利用現存的兩種新港語字彙集，一是《Vocabulary of the Formosan Language: Compiled from the Utrecht Manuscripts》，這個字彙集共收錄了1070個新港語字彙，村上所編的《新港文書》也收錄這些字彙，並附有英文解釋。其二是清代方志《諸羅縣志》卷八〈風俗志‧番俗考‧方言〉中亦收有250個字彙左右，透過字彙集我們就可以判讀部分的文字。其次可以利用現有的雙語新港文書相互對讀，雖然有些例子顯示這些雙語文書並非都是直譯，但仍可讀出端倪。
另外新港文雖然採用了拉丁字母和阿拉伯數字符號，卻沒有採用對位記數系統。例如新港文記錄「三百六十五」會寫成300605（三百-六十-五的連寫）。這套記數系統的使用人，也許就不能應用對位的加減法計算。他們或許發展了其他合適的計算法，也可能始終只拿這套符號系統來記數，而從來不曾發展出有效的計算法。

## 「新港文書」在台灣歷史上的地位
在台灣歷史上，「新港文書」幾乎可以看做是最早出現漢字以外的一個有系統文字，同時也是第一個出現的羅馬字書寫系統。此外，「新港文書」也在相當程度上代表了台灣島上第一次外國之傳教活動的痕跡。在「新港文書」從台灣民間逐漸衰敗以後，下一波在台灣發生的羅馬字運動，就要等到19世紀後半葉，由長老教會牧師所帶來的「白話字」運動了。
高雄市立歷史博物館所藏之「清代新港社番婦王覽莫等立典契（新港文書）」，於2008年經中華民國行政院文化建設委員會（現中華民國文化部）指定為「重要古物」。

## 參閱
- 台灣荷西殖民時期
- 平埔族古文書
- 岸裡大社文書